# هابسالو
هابسالو Haapsalu هي منتجع ساحلي تقع على الساحل الغربي لإستونيا. وهي المركز الإداري لمقاطعة لانا، بلغ عدد سكانها 1 يناير 2017 10,236 نسمة.

## الوصف
هابسالو معروفة منذ قرون بمياه بحرها الحارة والطين المستخدم في العلاج. ولا تزال العائلات الروسية ترتادها للعلاج. شوارعها ضيقة وبيوتها خشبية على طراز أوائل القرن العشرين. ويُطلق عليها «فينيسيا البلطيق»، على الرغم من أن هذا الادعاء فيه مبالغة. اسم «هابسالو» هو من الإستونية haab 'أسبن و سالو 'البستان' في السويدية والألمانيةالمدينة تسمى Hapsal أما في الروسية فاسمها Гапсаль (Gapsal).

## التاريخ

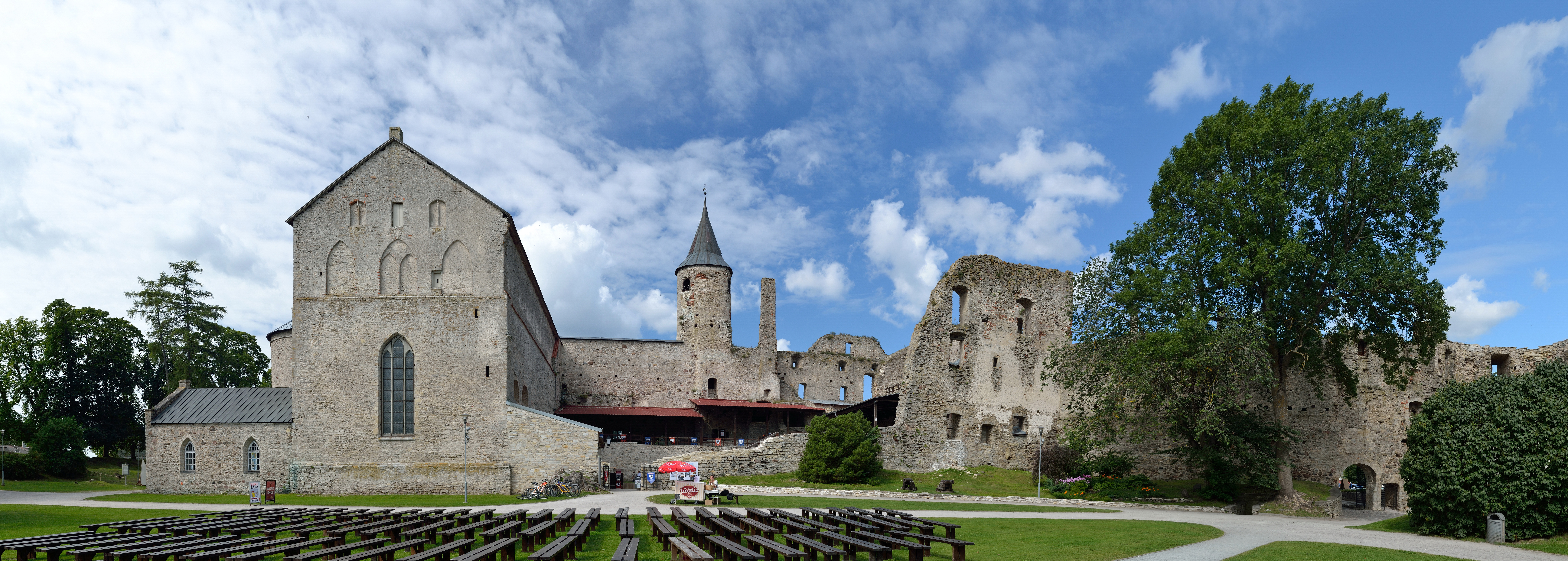
قلعة هابسالو

يعود تاريخ المدينة إلى عام 1279، عندما تم استئجارها وأصبحت مركزًا لأسقفية Ösel-Wiek، والتي ظلت على مدار 300 عام. لا تزال المباني القديمة موجودة حتى يومنا هذا بما في ذلك قلعة هابسالو وهي القلعة الأسقفية التي تضم أكبر كاتدرائية منفردة في ولايات البلطيق.
كانت هابسالو والمنطقة المحيطة بها مركزًا للسويديين الإستونيين منذ القرن الثالث عشر وحتى إجلاء جميع السويديين تقريبًا من إستونيا في عام 1944.

## منتجعات العلاج
لسنوات عديدة قال السكان المحليين أن طين البحر في تلك المدينة له تأثير علاجي. وأسس الطبيب العسكري كارل أبراهام أول منتجع للعلاج بالطين في عام 1825. انتشرت أخبار الطين العلاجي بسرعة حتى وصلت إلى الطبقة الأرستقراطية من سانت بطرسبرغعاصمة الإمبراطورية الروسية. ومنذ ذلك الحين أصبحت هابسالو منتجعا صيفيا يقصدها الناس من جميع أنحاء العالم لتلقي العلاج الطبي. يوجد الآن ثلاثة مؤسسات للعلاج بالطين في هابسالو متفاوتة في الحجم والموقع.

## شال هابسالو
في القرن 19، أصبحت هابسالو تشتهر بإنتاج شالات يدوية الصنع تنتجها نساء المدينة.

## في الثقافة الشعبية
يوجد في هابسالو مدرسة للمبارزة أسستها المبارزة الإستونية إندل نيليس، والتي استخدمت لإعداد الفيلم الفنلندي الإستوني The Fencer.

## العلاقات الدولية

### المدن التوأم - المدن الشقيقة
هناك توأمة بين هابسالو وكلا من: 
| - بوروفيتشي، أوبلاست نوفغورود، روسيا - بيت لحم، فلسطين (2010) - Eskilstuna، السويد (2005) - فونداو، البرتغال (2004) | - جريف في شيانتي، إيطاليا (2004) - Haninge، السويد (1998) - هانكو، فنلندا (1992) | - لوفيسا، فنلندا (2000) - رندسبورغ، ألمانيا (1989) - أومان، أوكرانيا (2003) |

## معرض الصور

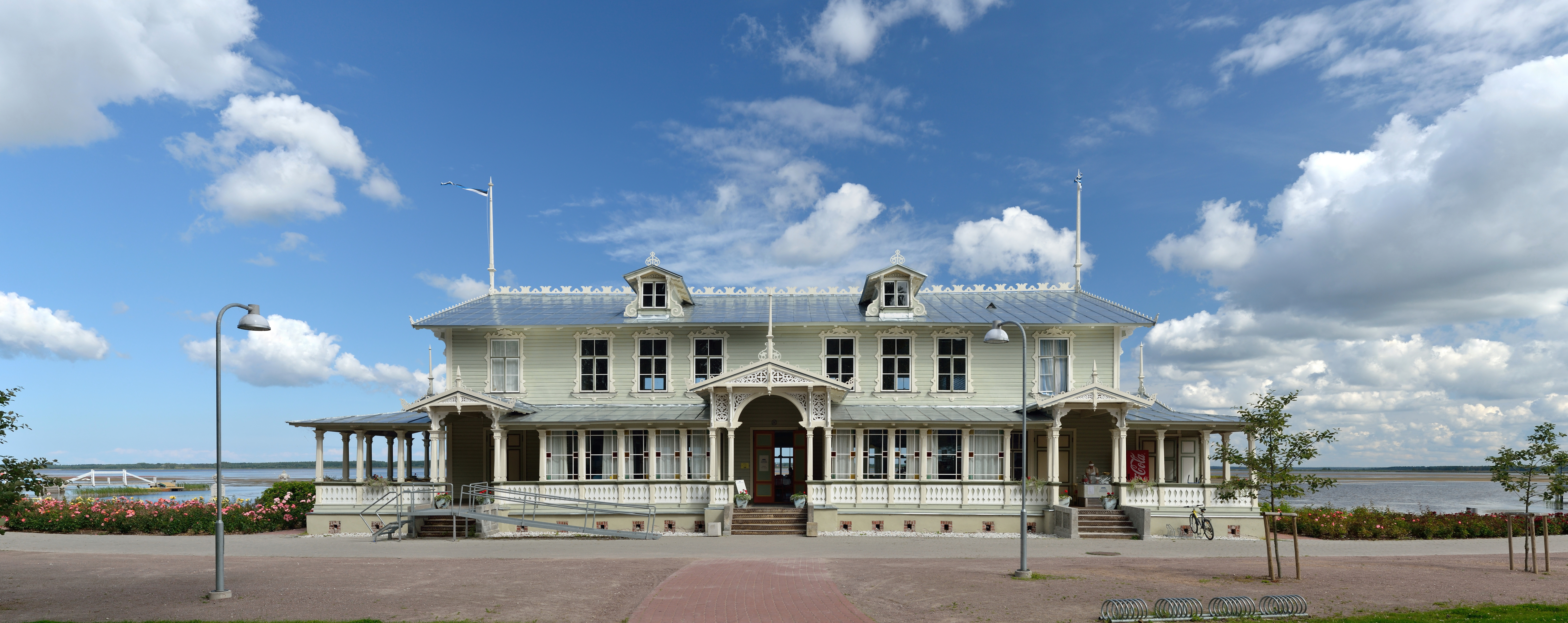
قاعة منتجع هابسالو
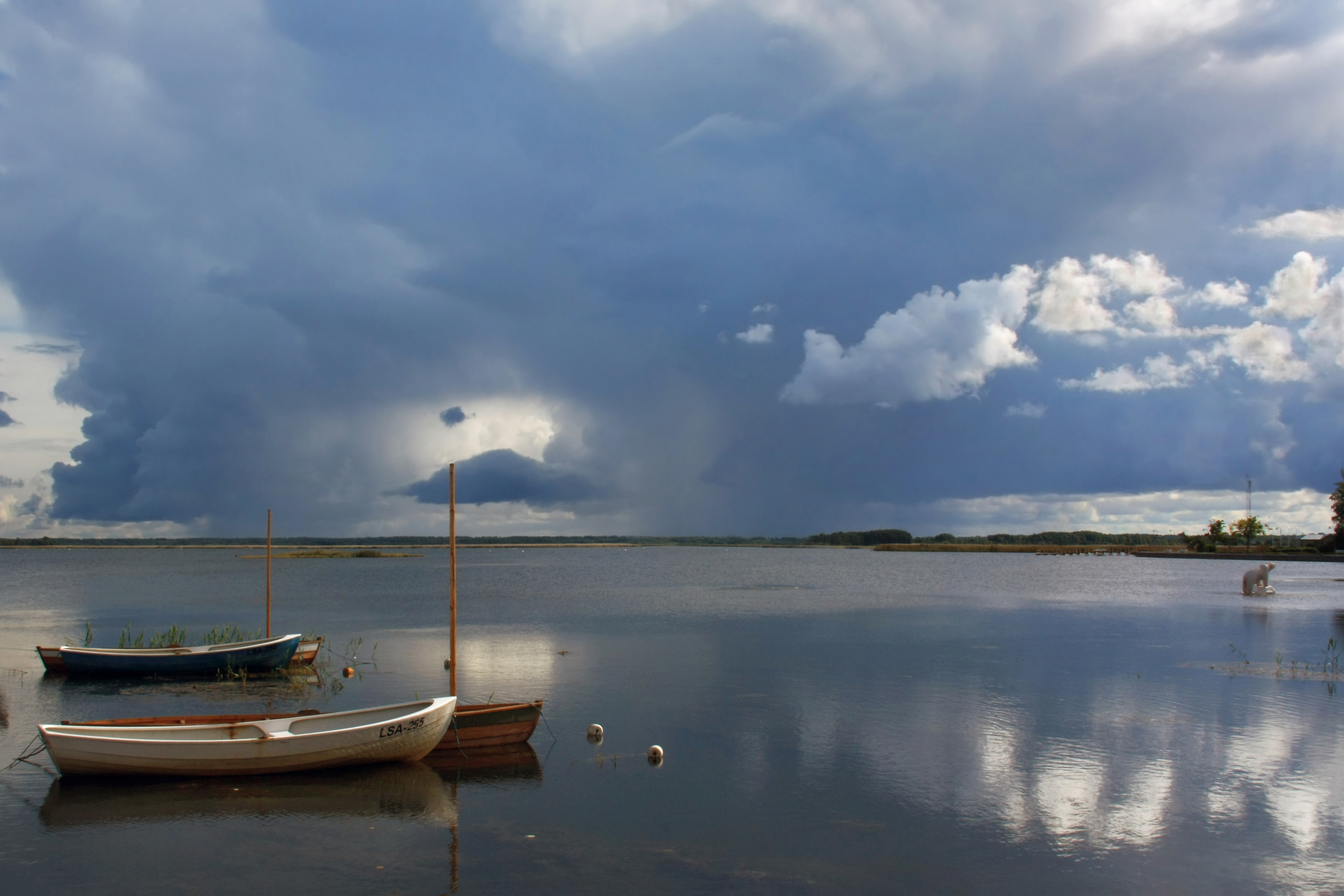
قوارب في خليج تاجلة
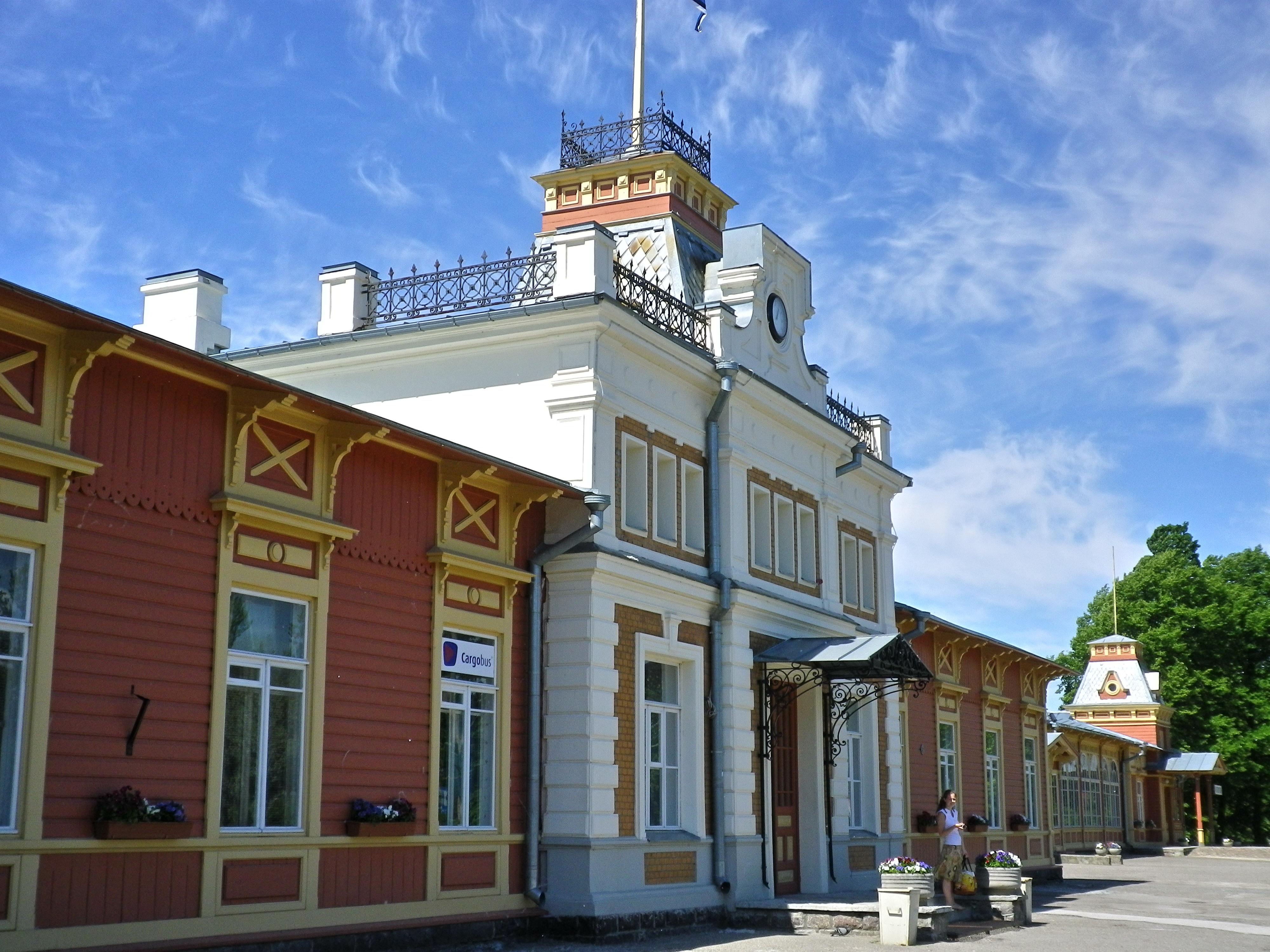
محطة سكة حديد هابسالو ، التي تم إهمالها الآن ، وكانت مشهورة بطول مظلة الرصيف.
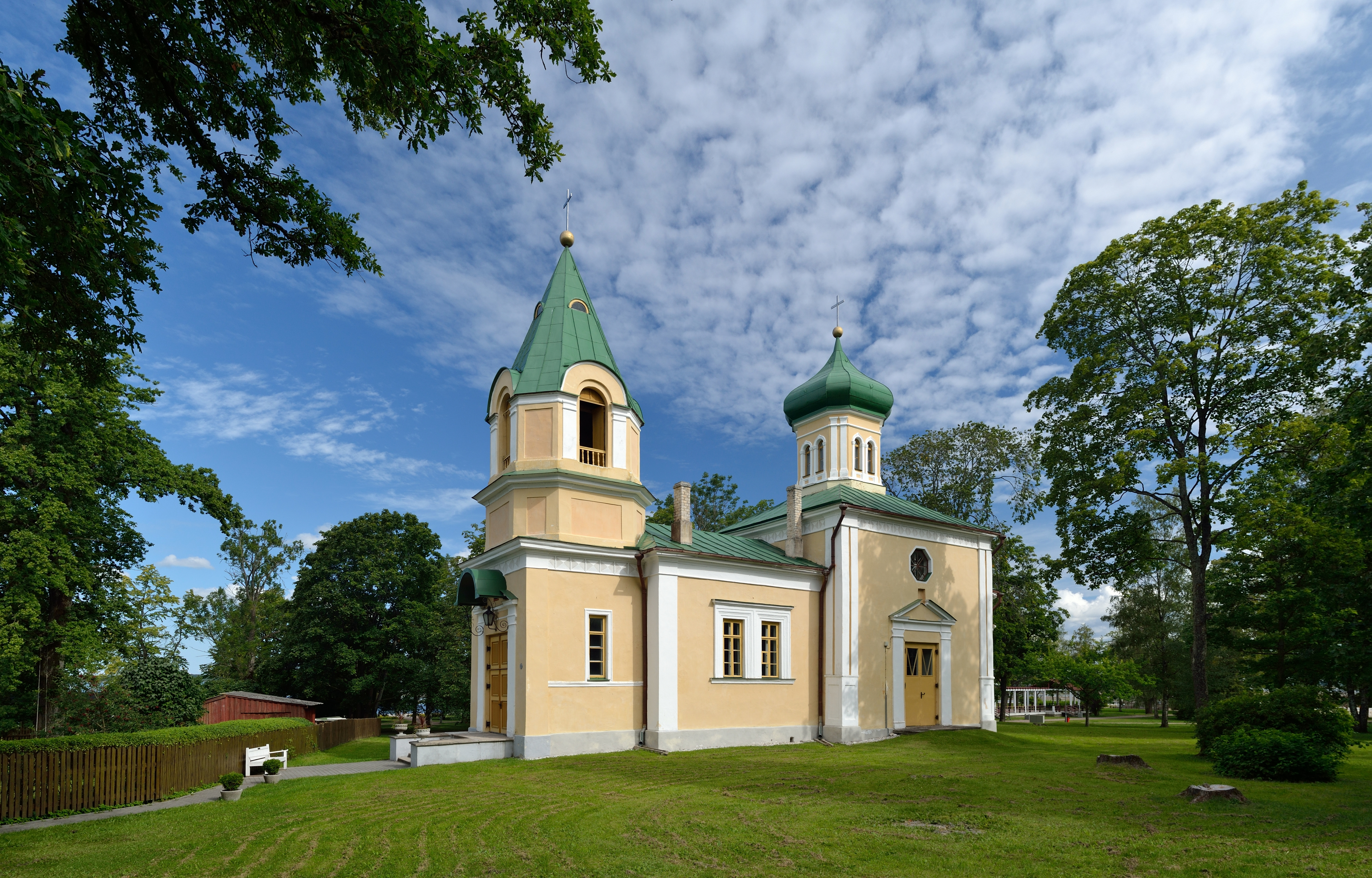
الكنيسة الأرثوذكسية
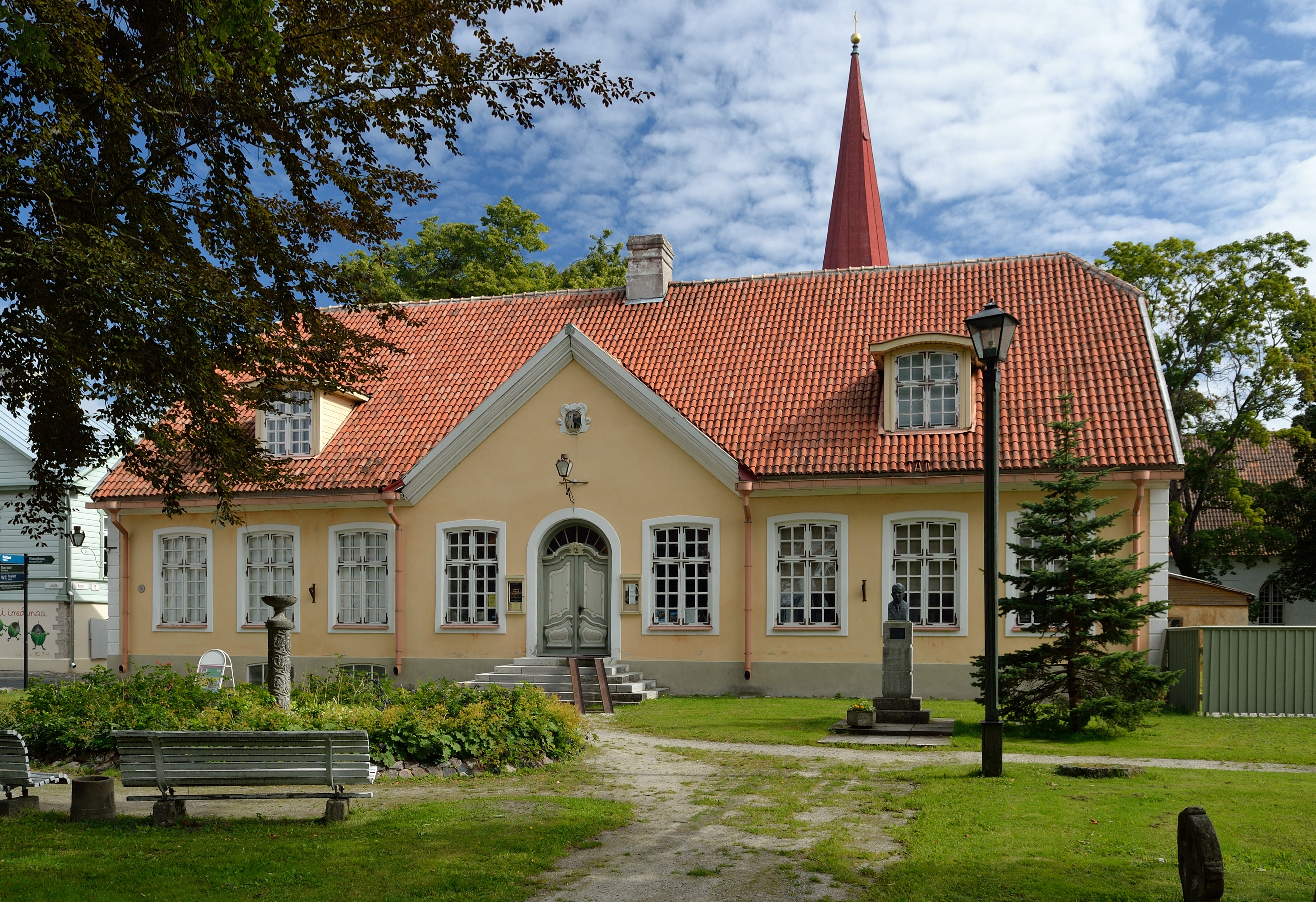
قاعة المدينه
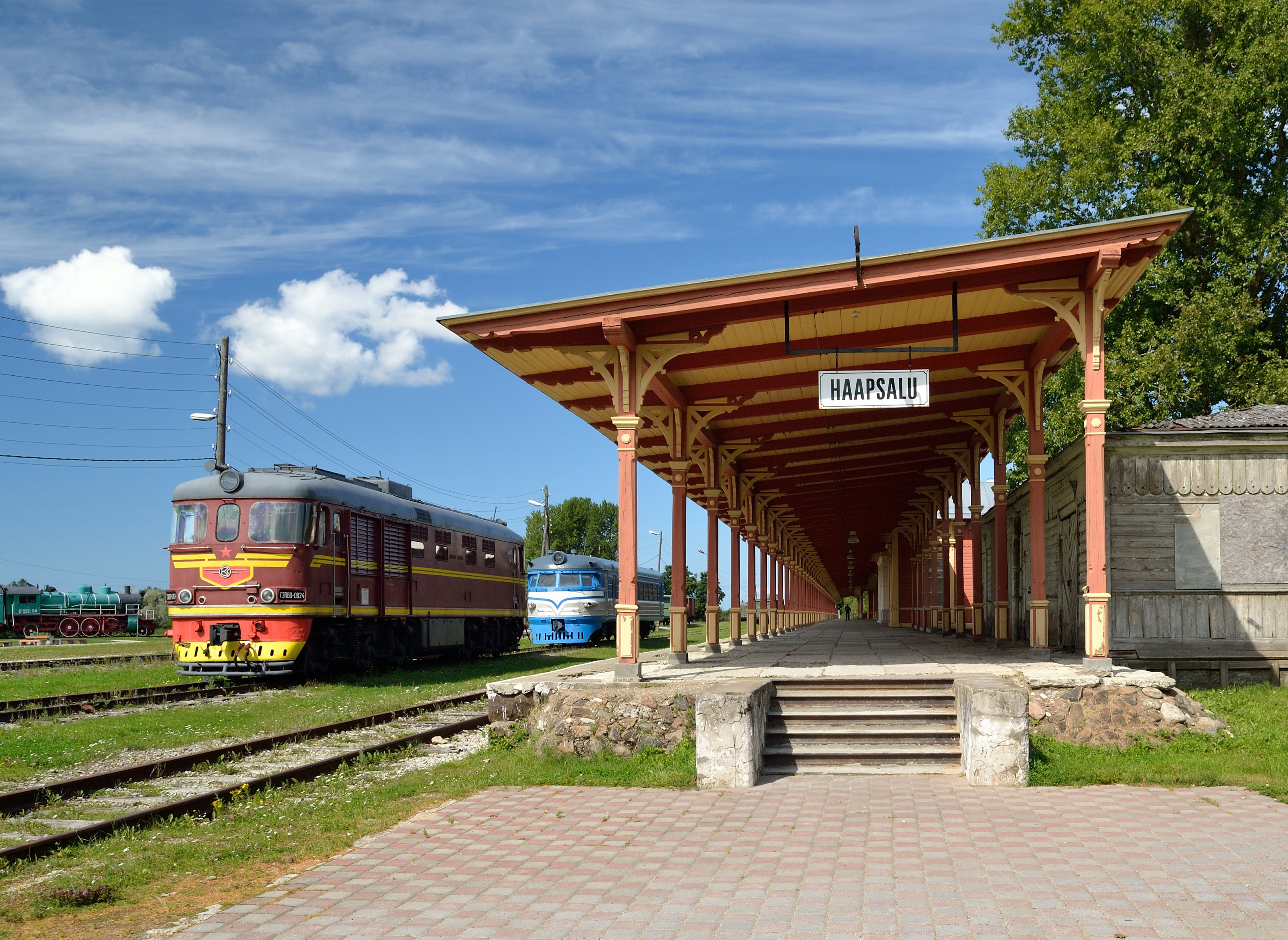
محطة القطار
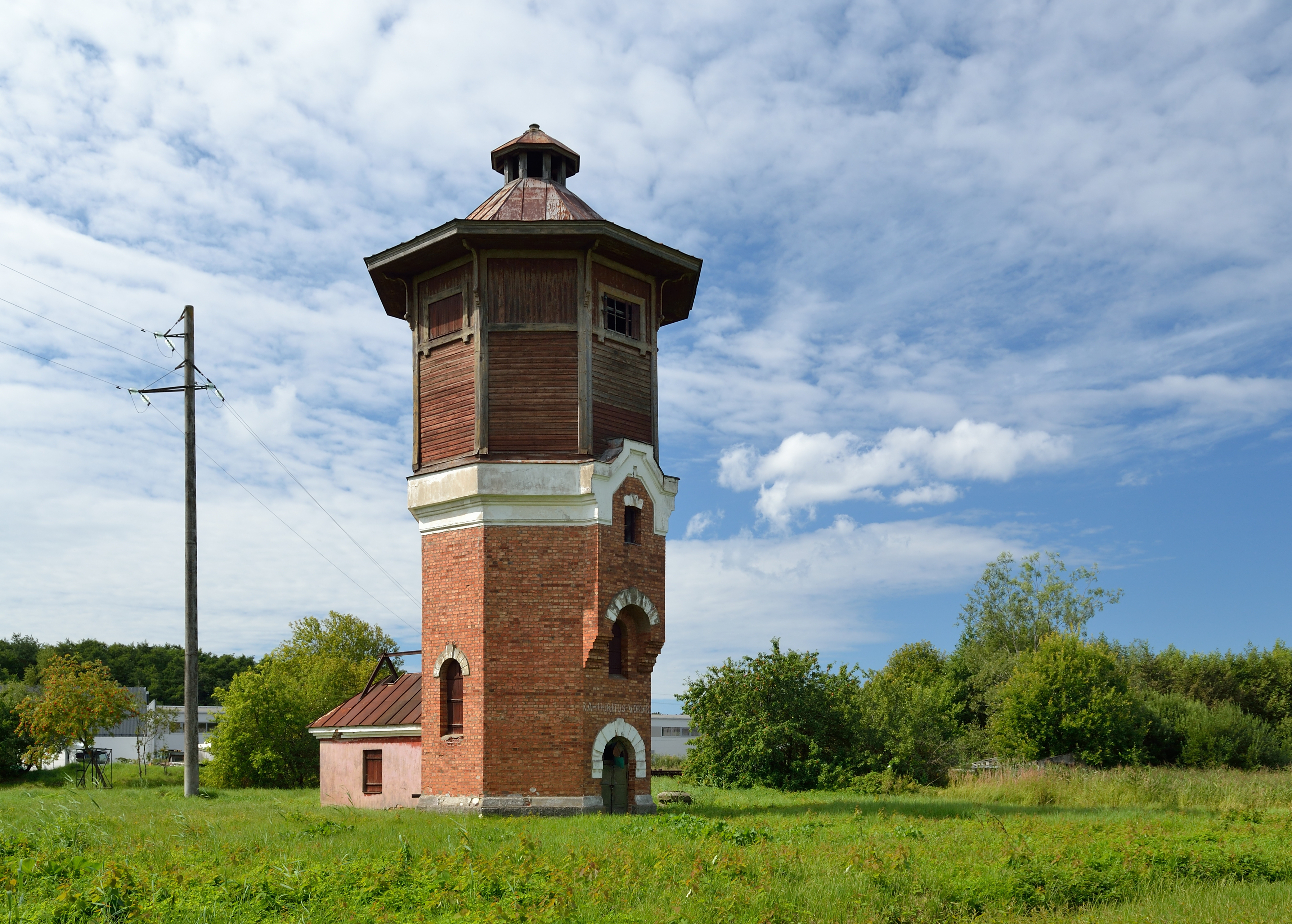
برج الماء
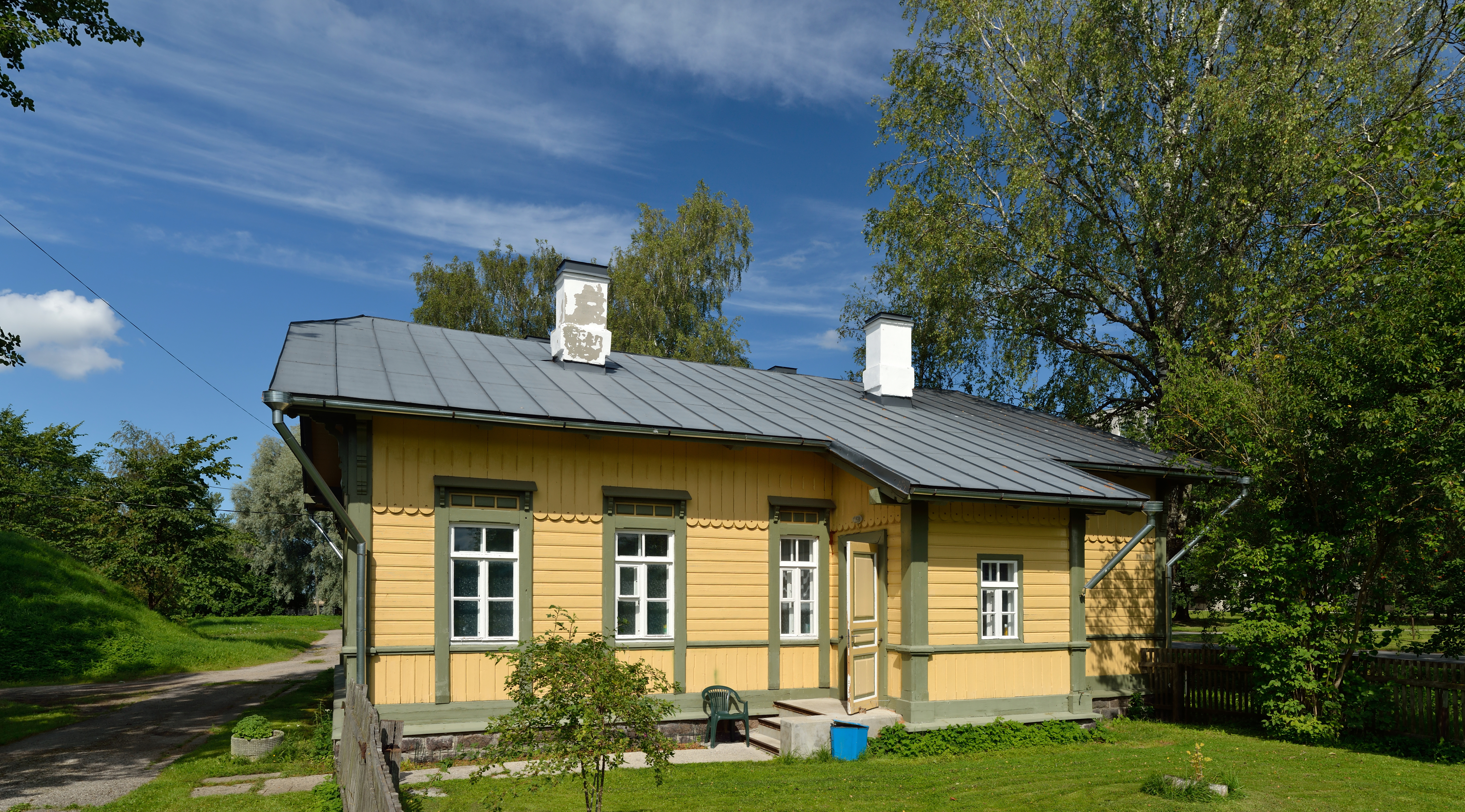
مستوصف محطة القطار
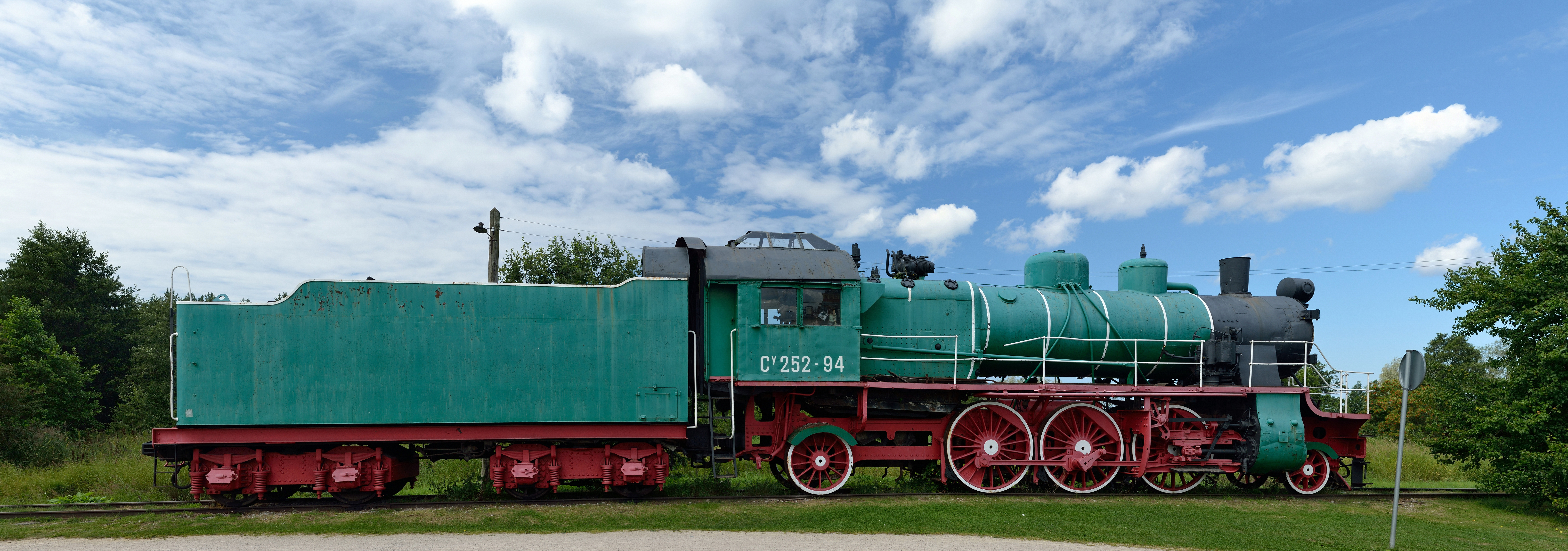
قاطرة البخار
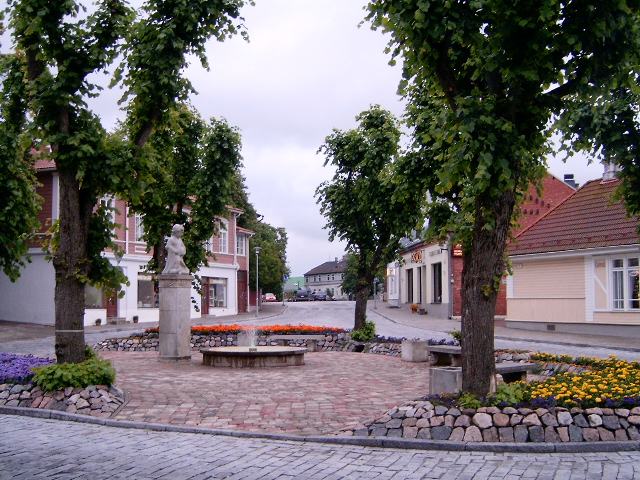
وسط المدينة
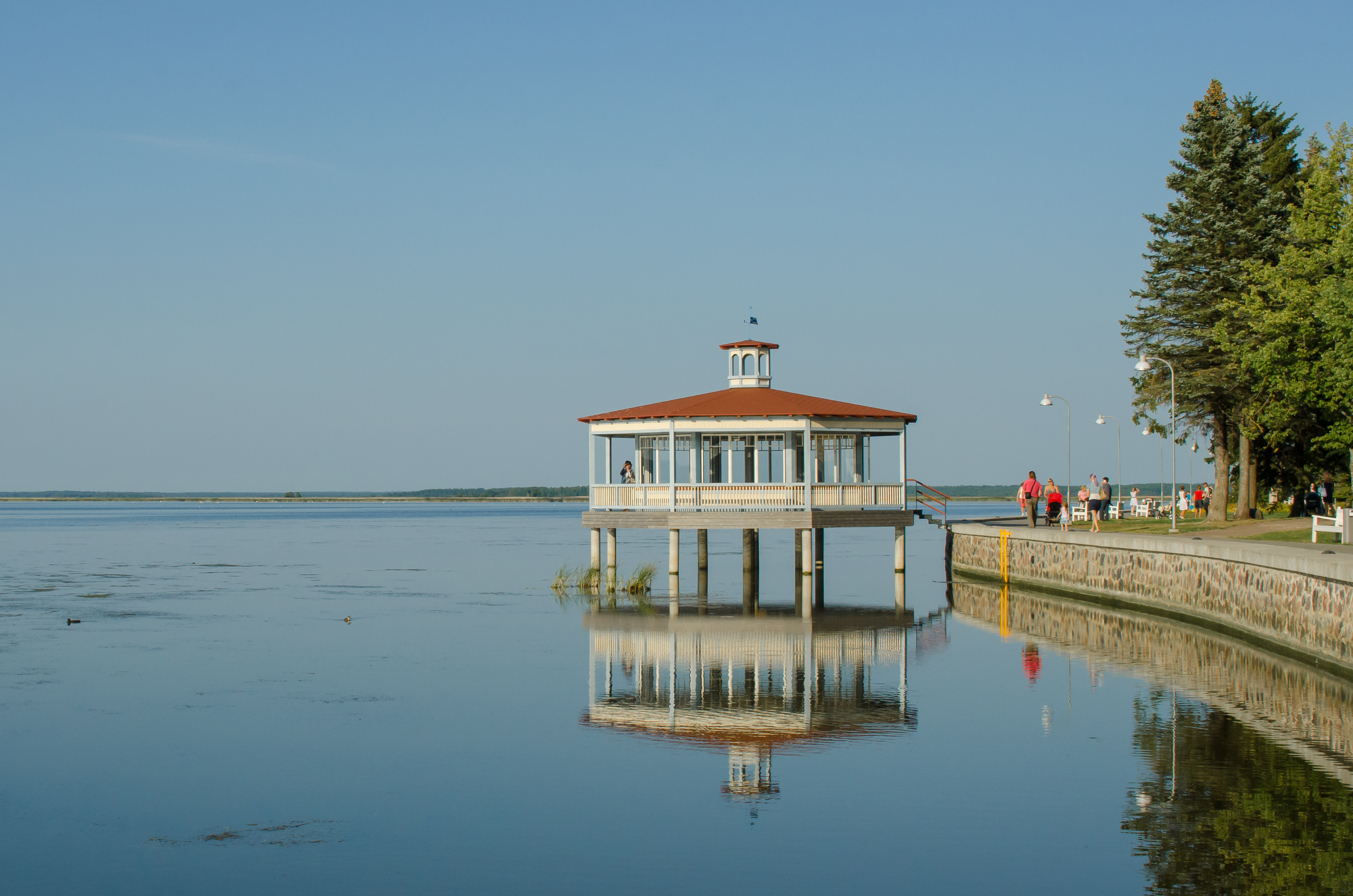
جناح في منتزه شاطئ هابسالو
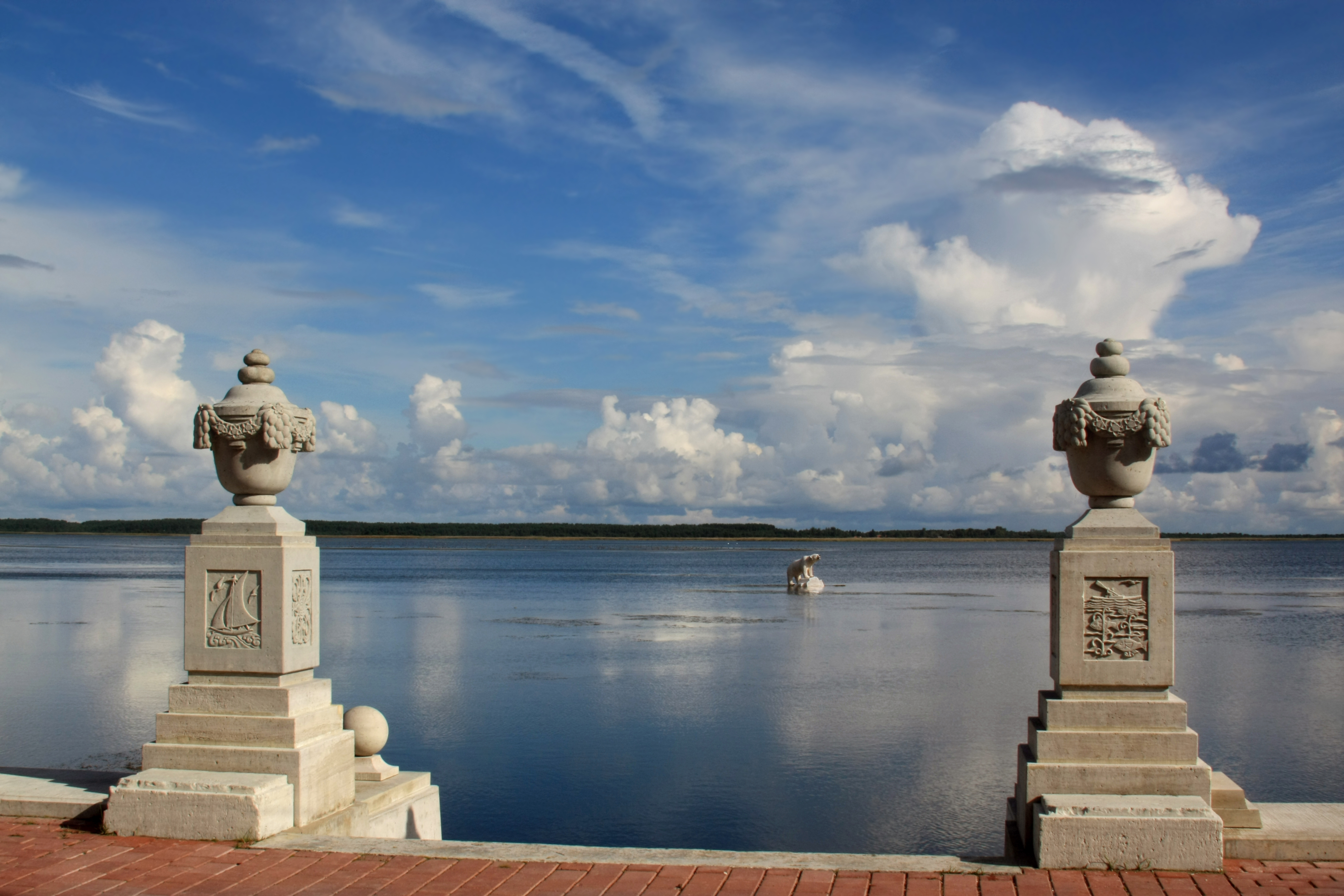
عرض من المتنزه
الميدان المركزي
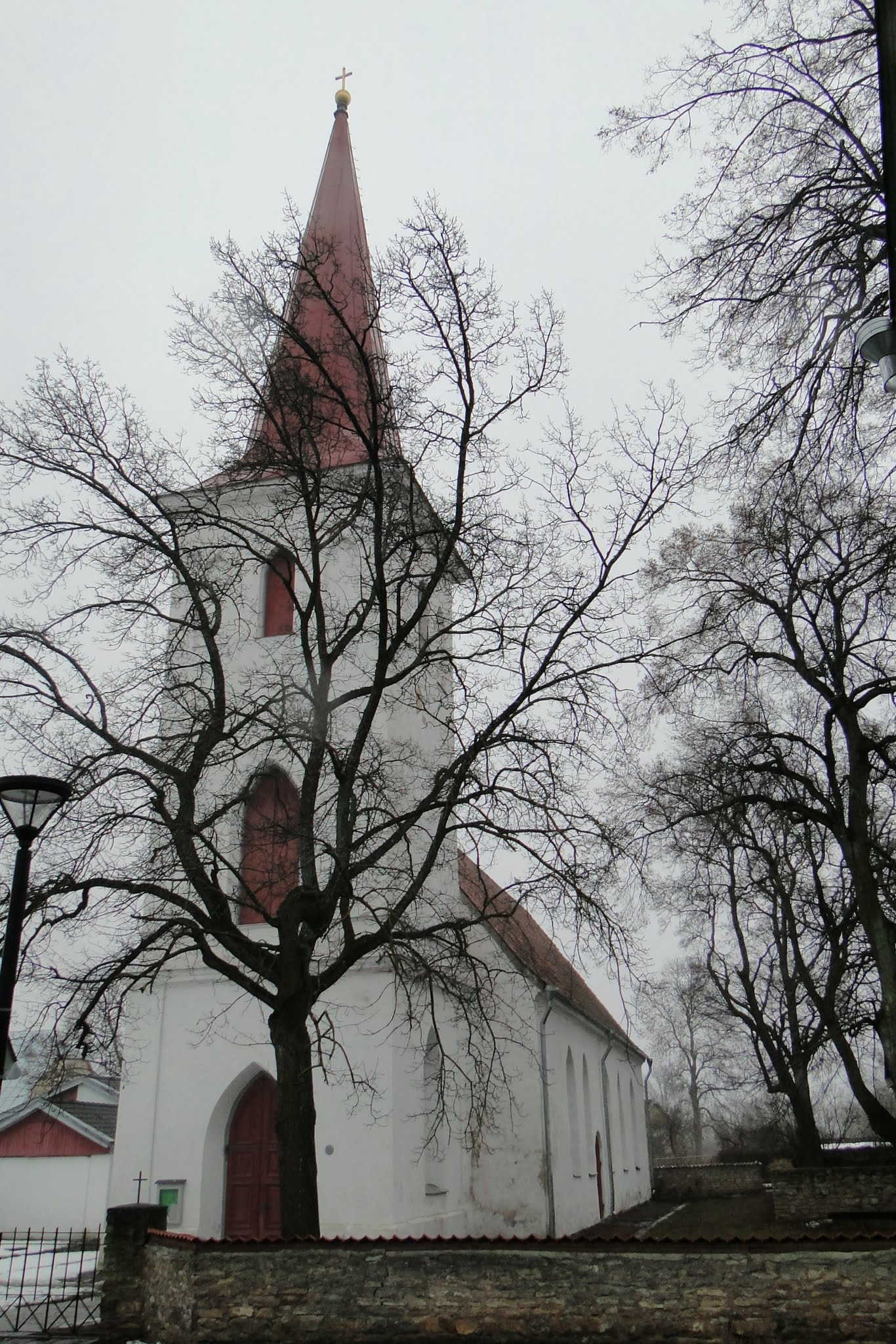
كنيسة الجاني